# 樹林ゆう子
樹林 ゆう子（きばやし ゆうこ、1958年10月10日 - ）は、ノンフィクション作家。東京都武蔵野市出身。成城学園高等学校、成城大学卒業。
漫画原作者である樹林伸（きばやし しん）は実弟であり、亜樹直（あぎ ただし）をはじめ数々のペンネームで共同活動を行なっている。漫画原作者としての共同活動のきっかけは、樹林伸が漫画の原作を書くことになった際に誘われたことである。

## 著書
- 『春日局に学ぶ子育て革命のすすめ』（1989年2月、世界文化社、加来耕三との共同執筆）ISBN 978-4-418-89502-1
- 『あくび一回、40円。 - 平成商魂伝』（1992年12月、小学館）ISBN 978-4-09-346601-1
- 『すぐやる課をつくった男 - マツモトキヨシ伝』（1996年6月、小学館）ISBN 978-4-09-346361-4
- 『起業家たちの闘魂 - 時代の風を読んだ独創ビジネス』（1996年4月、日本実業出版社）ISBN 978-4-53-402457-2
- 『病気になる人、ならない人、そして治る人』（2009年11月、小学館）ISBN 978-4-09-387882-1